# Dekpol
Dekpol – polska firma z siedzibą w Pinczynie działająca od 1993 roku. Dekpol specjalizuje się w usługach generalnego wykonawstwa, produkcji osprzętu do maszyn budowlanych (w szczególności łyżek koparkowych) oraz w działalności deweloperskiej. Największy udział w przychodach zajmują usługi w zakresie Generalnego Wykonawstwa. Firma posiada duże doświadczenie w realizacji obiektów przemysłowych, użyteczności publicznej, sportowych i rekreacyjnych, a także obiektów ochrony środowiska. Dekpol prowadzi też roboty drogowe, sanitarne i hydrotechniczne. Spółka jest również producentem łyżek i osprzętów przeznaczonych do maszyn budowlanych. Współpracuje m.in. z koncernami CAT, Doosan Bobcat, Volvo i Komatsu. Jej produkty sprzedawane są do Norwegii, Szwecji, Niemiec i Wielkiej Brytanii, a także do Maroka i Australii. Działalność deweloperska to trzeci segment działalności Dekpol, realizowany przede wszystkim w Polsce Północnej. Firma oferuje mieszkania, apartamenty condo oraz lokale usługowe. Od stycznia 2015 roku akcje Dekpol notowane są na Giełdzie Papierów Wartościowych w Warszawie.

## Nagrody i wyróżnienia
- 2017 – I miejsce na liście Diamenty Forbesa 2017[5]
- 2016 listopad – 984. miejsce na Liście 2000 Rzeczpospolitej[6]
- 2016 – wyróżnienie Diamenty Forbesa 2016
- 2016 kwiecień – wyróżnienie Orły Tygodnika „Wprost” 2016[7]
- 2016 – wyróżnienie Gazele Biznesu 2015[8]